# Iglesia de San Andrés Apóstol (Pachama)
La iglesia de San Andrés Apóstol de Pachama es un templo erigido en honor a San Andrés Apóstol. Está ubicada en Pachama, localidad de la comuna de Putre, Provincia de Parinacota, perteneciente a la Región de Arica y Parinacota, al norte de Chile. Fue declarada Monumento Nacional de Chile, en la categoría de Monumento Histórico, mediante el decreto n.º 415, del 19 de octubre de 2012.

## Historia
La iglesia de San Andrés Apóstol de Pachama fue originalmente edificada alrededor del siglo XVII.
En abril de 2013, los integrantes del Consejo Regional de Arica y Parinacota aprobaron un presupuesto destinado para la restauración de la iglesia, el cual ascendía a 26 millones de pesos.

Este pueblo [Pachama] sólo existe por el templo del Apóstol San Andrés.
Luis Urzúa en su obra Arica, Puerta Nueva

## Descripción

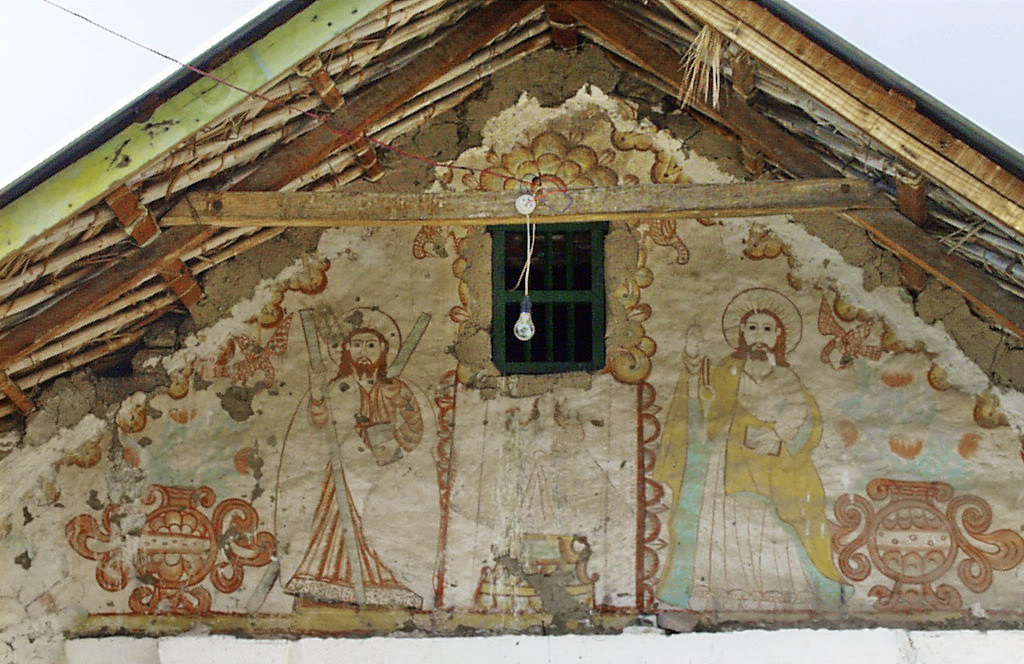
Fresco que representa a los hermanos San Andrés y San Pedro con la Virgen María.

La iglesia está hecha a base de adobe, conformada por una nave y dos capillas laterales. Su exterior es de piedra, y cuenta con un amplio atrio y un alto muro de adobe. En el frontis de la construcción destaca un fresco del patrono San Andrés con su hermano San Pedro y la Virgen María entre ambos.
En el interior de este santuario-fortaleza se pueden apreciar diversas pinturas, estropeadas en su mayoría.
Esta edificación está situada a 3423 m.s.n.m en la precordillera de Arica y Parinacota, en la quebrada Pachama, 136 kilómetros al este de Arica. Está algo lejos del pueblo y su estado de conservación es moderado. La superficie de la iglesia ronda los 1425 m².